# Atletismo nos Jogos Pan-Americanos de 2015 - 20 km marcha atlética feminina
A competição da marcha atlética 20 km feminina foi um dos eventos do atletismo nos Jogos Pan-Americanos de 2015, em Toronto. Sua chegada foi realizada no  Ontario Place West Channel no dia 19 de julho.

## Calendário
Horário local (UTC-4).
| Data        | Horário | Fase  |
| ----------- | ------- | ----- |
| 19 de julho | 7:05    | Final |

## Medalhistas
| Ouro   | MEX María Guadalupe González |
| Prata  | BRA Erica de Sena            |
| Bronze | ECU Paola Pérez              |

## Recordes
Recordes mundial e pan-americano antes da disputa dos Jogos Pan-Americanos de 2015.
| Tipo                             | Atleta      | Tempo   | Local       | Data                  |
| -------------------------------- | ----------- | ------- | ----------- | --------------------- |
|                                  | Liu Hong    | 1:24:38 | Corunha     | 06 de junho de 2015   |
| Recorde dos Jogos Pan-Americanos | Jamy Franco | 1:32:38 | Guadalajara | 23 de outubro de 2011 |

## Resultado
| Colocação         | Atleta                   | Nacionalidade      | Tempo   | Notas                            |
| ----------------- | ------------------------ | ------------------ | ------- | -------------------------------- |
| Medalha de ouro   | María Guadalupe González | MEX México         | 1:29:24 | Recorde dos Jogos Pan-Americanos |
| Medalha de prata  | Erica de Sena            | BRA Brasil         | 1:30:03 |                                  |
| Medalha de bronze | Paola Pérez              | ECU Equador        | 1:31:53 | Recorde pessoal                  |
| 4                 | Sandra Arenas            | COL Colômbia       | 1:32:36 | Recorde da temporada             |
| 5                 | Kimberly Garcia          | PER Peru           | 1:32:45 |                                  |
| 6                 | Rachel Seaman            | CAN Canadá         | 1:32:49 |                                  |
| 7                 | Maria Michta             | USA Estados Unidos | 1:33:07 | Recorde da temporada             |
| 8                 | Alejandra Ortega         | MEX México         | 1:35:03 |                                  |
| 9                 | Wendy Cornejo            | BOL Bolívia        | 1:36:58 |                                  |
| 10                | Miranda Melville         | USA Estados Unidos | 1:37:45 |                                  |
| 11                | Cisiane Lopez            | BRA Brasil         | 1:38:53 |                                  |
| 12                | Katelynn Ramage          | CAN Canadá         | 1:46:03 | Recorde pessoal                  |
| 13                | Cristina López           | ESA El Salvador    | 1:47:33 |                                  |
| 14                | Sandra Galvis            | COL Colômbia       | DNF     |                                  |
| 14                | Claudia Balderrama       | BOL Bolívia        | DSQ     |                                  |
| 14                | Mirna Ortiz              | GUA Guatemala      | DSQ     |                                  |

Legenda
| Recorde mundial                  | Recorde mundial (World record)               |                       | Recorde africano                      | Recorde africano (African) |                                           | Q | Classificado por posição (Qualified) |
| Recorde dos Jogos Pan-Americanos | Recorde pan-americano (Pan-American record)  | Recorde da América    | Recorde da América (Americas)         | q                          | Classificado por melhor tempo (Qualified) |   |                                      |
| Melhor marca do ano              | Melhor marca do ano (World leading)          | Recorde asiático      | Recorde asiático (Asian)              | DNS                        | Não largou (Did not start)                |   |                                      |
| Recorde nacional                 | Recorde nacional (National record)           | Recorde europeu       | Recorde europeu (European)            | DNF                        | Não terminou (Did not finish)             |   |                                      |
| Recorde pessoal                  | Recorde pessoal do atleta (Personal best)    | Recorde da Oceania    | Recorde da Oceania (Oceania)          | DSQ / DQ                   | Desclassificado (Disqualified)            |   |                                      |
| Recorde da temporada             | Recorde da temporada do atleta (Season best) | Recorde sul-americano | Recorde sul-americano (South America) | NM                         | Sem marca (No mark)                       |   |                                      |